# Langevin (canton)
Pour les articles homonymes, voir Langevin.
Langevin est un canton canadien de forme irrégulière de la région de la Chaudière-Appalaches.  Il fut proclamé officiellement le 22 mars 1862.  Il couvre une superficie de 25 050 hectares.
Le canton a été divisé en 16 rangs. Du sud vers le nord l'on retrouve les rangs :
- C, 10 lots
- B, 30 lots
- A, 42 lots
- I, 63 lots
- II, 63 lots
- III, 63 lots
- IV, 57 lots
- V, 71 lots
- VI, 63 lots
- VII, 32 lots
- VIII, 32 lots
- IX, 32 lots
- X, 32 lots
- XI, 32 lots
- XII, 32 lots
- XIII, 22 lots

Le canton comprend des parties des municipalités de Sainte-Sabine, Sainte-Justine et Saint-Louis-de-Gonzague ainsi que Saint-Cyprien au complet.
Autrefois, le canton était administré par la municipalité du township de Langevin, qui est aujourd’hui la municipalité de Sainte-Justine.

## Toponymie
Le toponyme Langevin est à la mémoire de Hector-Louis Langevin (1826-1906) qui est considéré comme un des Pères de la Confédération .